# Serianthes vitiensis
Serianthes vitiensis là một loài loài thực vật họ Đậu (Fabaceae).
Loài này chỉ có ở Fiji.